# 横断バッグ
横断バッグ（おうだんバッグ）は、静岡市の株式会社宮原商店が製造販売する学童用の手提げバッグおよび同社の登録商標。

## 開発のきっかけ

横断バッグの表面のデザインに使われている横断歩道の標識

1960年代より交通戦争といわれるほど車両の通行量が増え、子供たちが巻き込まれる交通事故も増加。その対策のひとつとして、通学路の横断歩道の脇に黄色い旗を取り付け、登校時の児童が手に持ってドライバーに示しながら横断する、という方法が実施されていた。しかし、旗の数が限られているため、すべての横断児童が持つことができない、破損・紛失等で本数が減ってしまうなどという欠点があった。当時、ミヤハラの初代社長にも小学生の息子がおり、事故を心配していた。そこで、旗の代わりに「横断中」の文字と横断歩道の標識がデザインされた黄色の手提げバッグを考案・開発し、1963年より静岡県内で販売。以後、小学校の入学用品のひとつとして購入される（地域によっては、地元の企業が全新入学児童に配布する）など、静岡県では定着したグッズである。

## 横断バッグの変遷
当初は塩ビレザー製で、1968年よりマチつきとなる。1975年よりナイロン製を発売。1983年より大型サイズを発売。

## 県内外での人気
現在は、横断バッグのデザインを使用した様々な商品が販売され、年代を問わず愛用されている。通信販売も行っているため、全国に愛用者がいる。静岡市の逸品「しずおか葵プレミアム」の2019年度プロダクト部門グランプリを受賞。